# Mannie McArthur
Malcolm Julian „Mannie“ McArthur (* 30. Juli 1882 in Sydney; † 6. Juli 1961 in Albury) war ein australischer Rugbyspieler.

## Karriere
McArthur begann seine sportliche Laufbahn beim Eastern Suburbs District RUFC, mit dem er 1901 die Meisterschaft gewann. 1908 reiste er mit der australischen Nationalmannschaft nach Europa. Im selben Jahr nahm er an den Olympischen Spielen in London teil. Hier errang er mit der Mannschaft von Australasien die Goldmedaille. Mit Beginn des Ersten Weltkriegs beendete er seine Karriere. Später blieb er dem Rugbysport als Trainer treu.
Neben dem Sport war er als Versicherungsvertreter für die New York Life Insurance Group tätig.